# 4 for the Future
4 for the Future là một hợp tuyển về tiểu thuyết khoa học viễn tưởng đoản thiên được biên tập bởi Groff Conklin. Cuốn sách được xuất bản lần đầu tiên dưới dạng bìa mềm bởi Pyramid Books vào tháng 8 năm 1959; và được tái bản vào tháng 6 năm 1962. Ấn bản đầu tiên ở Anh, cũng ở dạng bìa mềm, được phát hành bởi Consul Books vào năm 1961. Không nên nhầm lẫn cuốn sách với tuyển tập Four for the Future của Harry Harrison có tựa đề tương tự năm 1969.
Cuốn sách thu thập bốn tiểu thuyết của các tác giả khoa học viễn tưởng khác nhau. Những câu chuyện trước đây đã được xuất bản từ năm 1944-1956 trên nhiều tạp chí khoa học viễn tưởng.

## Nội dung
- "Enough Rope" (Poul Anderson)
- "The Claustrophile" (Theodore Sturgeon)
- "The Children's Hour" (Henry Kuttner và C. L. Moore)
- "Plus X" (Eric Frank Russell)